# Tim Busch
Timothy Busch, dit Tim Busch, est un avocat et homme d'affaires américain qui compte comme un important bailleur de fonds et philanthrope de l'Église catholique aux États-Unis. 

## Biographie
Tim Busch grandit à Clinton, banlieue de Détroit, dans le Michigan au sein d'une famille catholique, deuxième de six enfants. Son père, Joe Busch, a fondé une chaîne importante de supermarchés haut-de-gamme sous la marque Busch’s Fresh Food Market. Tim Busch poursuit ses études à la Western Michigan University, puis à la faculté de droit de la Wayne State University.
En 1982, il déménage en Californie du Sud. Il se marie avec sa femme, Steph, en 1985 ; ils ont un fils, Garrett, et une fille, Mackenzie. Ils habitent au Nellie Gail Ranch, à Laguna Hills et ils ont une résidence secondaire au Reserve Country Club  d'Indian Wells,. C'est un catholique fervent, actif à l'association Legatus et membre de nombreuses organisations et associations charitables,.

## Carrière
Busch est le fondateur de la Busch Firm, compagnie de services financiers spécialisée en high net-worth estate planning,, c'est-à-dire en optimisation successorale de patrimoines financiers élevés. La Busch Firm s'occupe aussi d'immobilier et de transactions de compagnies d'affaires. Il est aussi le fondateur du Pacific Hospitality Group, propriétaire et administrateur de huit hôtels en Californie. En 2019, Busch en est le PDG. Tim Busch et ses frères possèdent la chaîne de supermarchés fondé par leur père.

## Philanthropie
En 1992, Busch et sa femme fondent la St. Anne’s School à Laguna Niguel et ouvrent la JSerra Catholic High School de San Juan Capistrano. En 2011, Tim Busch s'associe au Père Robert Spitzer S.J. (ancien président de la Gonzaga University) pour créer l'Institut Magis (en), organisation vouée à la réflexion sur les rapports de la foi et de la raison. En 2011, il fonde le Napa Institute avec le Père Spitzer, afin de donner une formation aux leaders laïcs et chefs de file catholiques dans la défense de la foi au sein d'une société de plus en plus sécularisée.
En 2016, une des fondations charitables de Tim Busch, la Busch Family Foundation, fait don de 15  millions de dollars à l'université catholique d'Amérique,. Busch  collecte en plus des fonds privés de 32 millions de dollars dont une partie sert à rénover le Maloney Hall de cette université, et à en faire la nouvelle Tim and Steph Busch School of Business,,,,,. Le bâtiment est décrit comme ressemblant à « Harvard à l'extérieur et à Google à l'intérieur » et comme l'« un des établissements universitaires parmi les plus modernes de Washington, si ce n'est de tout le pays. » En 2016, Tim Busch termine son mandat de douze ans au service du comité de direction de l'université catholique d'Amérique,. Il fait partie du comité d'administration de la business school. Tim Busch est l'un des principaux administrateurs du réseau télévisé EWTN.